# Ніколо Роде
Ніколо Роде (італ. Nicolò Rode, 1 січня 1912 — 4 травня 1998) — італійський яхтсмен.
Олімпійський чемпіон 1952 року в класі Зоряний, срібний призер 1956 року в класі Зоряний, учасник 1948 року.
Чемпіон світу в класі Зоряний 1952, 1953, 1956 років, срібний призер 1939, 1948 років, бронзовий призер 1954 року.